# Hugh Hughes

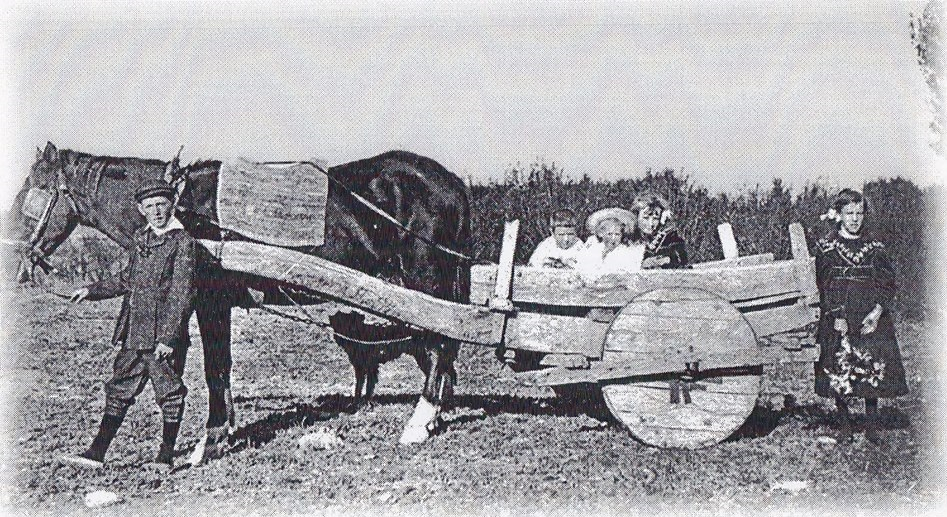
Carro de Cadfan Hughes, el primero de la colonia galesa.

Hugh Hughes (apodado "Cadfan" o "Cadfan Gwynedd") (20 de agosto de 1824 - 7 de marzo de 1898) fue juez de paz y uno de los pioneros de la colonización galesa en Argentina.

## Biografía
Hughes nació en Anglesey, siendo el mayor de 12 hijos. Era un carpintero de oficio, y cuando él trabajaba en Caernarfon en la década de 1850 comenzó a hacer campaña por una colonia galesa. Se trasladó a Liverpool en 1857, y se convirtió en uno de los líderes del movimiento colonizador organizado allí. En 1861 dio una conferencia publicada como "Manual de la Colonia galesa".
Viajó con su esposa Elizabeth y sus hijos a la Patagonia con el primer contingente del Velero Mimosa en 1865, y se dice que eran los primeros pasajeros del barco que pusieron su pie en el suelo patagónico. Construyó el primer carro del valle, hecho con maderas de un naufragio. Ocupó varios cargos como juez de paz allí, y cuando murió el gobernador anunció que el día de su funeral sea un día de luto en todo el Territorio Nacional del Chubut.